# Histoire de J.
Albums de Jeanne Cherhal
Charade
(2010) L'An 40
(2019)
Histoire de J. est le cinquième album de Jeanne Cherhal, sorti le 10 mars 2014.
Pour Quand c'est non, c'est non, la Nantaise a fait appel à ses copines des Françoise (Emily Loizeau, Camille, Olivia Ruiz, Rosemary Standley, et La Grande Sophie).

## Liste des titres
| No  | Titre                     | Durée |
| --- | ------------------------- | ----- |
| 1.  | J'ai Faim                 | 4:05  |
| 2.  | L'Échappé                 | 3:50  |
| 3.  | Noxolo                    | 4:27  |
| 4.  | Quand c'est non c'est non | 3:06  |
| 5.  | Bingo                     | 2:39  |
| 6.  | Cheval de feu             | 3:38  |
| 7.  | Comme je t'attends        | 2:39  |
| 8.  | L'Oreille coupée          | 5:08  |
| 9.  | Petite Fleur              | 3:12  |
| 10. | Finistère                 | 3:04  |
| 11. | Femme debout              | 3:44  |

ARTISTE PRINCIPAL
Jeanne Cherhal
COMPOSITEUR
Jeanne Cherhal
COPYRIGHT
(C) 2014 Barclay (P) 2014 Barclay

## Classement hebdomadaire
| Classement (2014)            | Meilleure position |
| ---------------------------- | ------------------ |
| Belgique (Wallonie Ultratop) | 37                 |
| France (SNEP)                | 20                 |